# Данилова, Анастасия Петровна
Анастасия Петровна Данилова (1916—1993) — советский государственный и общественно-политический деятель, кандидат исторических наук.

## Биография
Родилась 16 декабря 1916 года в местности Дубунку Кукакинского наслега Мархинского (ныне Нюрбинского) улуса Вилюйского округа Якутской области в семье бедняка-скотовода Петра Даниловича Иванова.
После окончания Малыкайской начальной школы по направлению Нюрбинского райкома комсомола поехала учиться в Якутск и поступила в Якутский педагогический техникум, который окончила в 1934 году. Затем Наркомпрос Якутской АССР направил её в распоряжение Усть-Алданского районного отдела народного образования. Здесь она начала трудовую деятельность учительницей Чаранайской начальной школы Усть-Алданского района. В 1935 году Анастасию Данилову перевели в Тандинскую семилетнюю школу, где она преподавала историю и одновременно работала старшей пионервожатой. В 1936 году была назначена заведующей учебной частью Мюрюнской неполной средней школы, а в ноябре 1937 года была направлена заведующей отделом народного образования исполкома Усть-Алданского районного Совета депутатов трудящихся. В 1938 году, на первых выборах в Верховный Совет Якутской АССР, Данилова была избрана депутатом Верховного Совета ЯАССР от Тандинского избирательного округа.
В 1939 году Анастасия Данилова стала 1-м секретарём райкома ВЛКСМ Усть-Алданского района. С 1940 года — секретарь по работе среди пионеров и учащейся молодежи Якутского областного комитета ВЛКСМ. С июля 1942 по май 1946 года — секретарь Амгинского райкома ВКП(б). В 1946—1947 годах Данилова работала инструктором Якутского обкома ВКП(б), а затем — секретарем Президиума Верховного Совета Якутской АССР.
В октябре 1947 года решением секретариата ЦК ВКП(б) А. П. Данилова была зачислена слушателем Высшей партийной школы при ЦК ВКП(б) в Москве, по окончании которой два года работала первым секретарем Амгинского райкома партии. В сентябре 1952 года она поступила в аспирантуру Академии общественных наук при ЦК КПСС, которую окончила в 1955 году, успешно защитив диссертации на ученую степень кандидата исторических наук.
В декабре 1955 года на VII пленуме Якутского обкома КПСС Данилова была введена в состав бюро и избрана секретарем Якутского обкома партии по пропаганде и агитации, проработав в этой должности более пяти лет. С 1961 по 1986 год работала старшим преподавателем, доцентом кафедры истории историко-филологического факультета Якутского государственного университета (ныне Северо-Восточный федеральный университет имени М. К. Аммосова).
Умерла 19 сентября 1993 года в Якутске.
В 2016 году В Якутске на здании дома по проспекту Ленина, 42 была открыта мемориальная доска в память о кандидате исторических наук Анастасии Петровне Даниловой.

## Заслуги
- Награждена орденами Трудового Красного Знамени и «Знак Почета», а также медалями, среди которых медалями «За доблестный труд в Великой Отечественной войне 1941—1945 гг.».
- Указом Президиума Верховного Совета Якутской АССР за № 547 от 17 декабря 1976 года присвоено почетное звание «Заслуженный учитель школы Якутской АССР».
- Отмечена знаками Советского фонда мира за активное участие в подготовке и проведении VI Всемирного фестиваля молодежи и студентов «За мир и дружбу» (Москва, 1957), «Активисту Всероссийского смотра работы культурно-просветительных учреждений», Памятным знаком ЦК ВЛКСМ «50 лет с именем В. И. Ленина».
- Удостоена Почетной грамоты Президиума Верховного Совета Якутской АССР.
- Почетный гражданин Амгинского район.